# Atletiek op de Olympische Zomerspelen 2024 – 100 meter horden vrouwen
De 100 meter horden voor vrouwen op de Olympische Spelen van 2024 vond plaats van 7 tot en met 10 augustus in het Stade de France in Parijs. Titelverdedigster was Jasmine Camacho-Quinn uit Puerto Rico. Zij werd in 2024 opgevolgd door Masai Russell uit de Verenigde Staten; Cyréna Samba-Mayela uit Frankrijk behaalde de zilveren medaille en het brons was voor Jasmine Camacho-Quinn. 

## Records
Voorafgaand aan het toernooi waren dit het wereldrecord en het olympisch record.
| Wereldrecord     | Nigeria Tobi Amusan               | 12,12 | Eugene | 24 juli 2022    |
| Olympisch record | Puerto Rico Jasmine Camacho-Quinn | 12,26 | Tokio  | 1 augustus 2021 |

## Resultaten

### Series
De eerste vier van elke serie kwalificeerden zich direct voor de halve finales. Van de overgebleven atleten kwalificeerden de vier tijdsnelsten zich ook voor de halve finales.

#### Serie 1
| Rang | Baan | Naam                 | Naam | Tijd  | Bijz. |
| ---- | ---- | -------------------- | ---- | ----- | ----- |
| 1    | 9    | Tobi Amusan          | NGR  | 12,49 | Q     |
| 2    | 7    | Alaysha Johnson      | USA  | 12,61 | Q     |
| 3    | 4    | Janeek Brown         | JAM  | 12,84 | Q     |
| 4    | 2    | Mako Fukube          | JPN  | 12,85 | q     |
| 5    | 3    | Sidonie Fiadanantsoa | MAD  | 12,92 |       |
| 6    | 8    | Wu Yanni             | CHN  | 12,97 |       |
| 7    | 5    | Maayke Tjin A-Lim    | NED  | 12,98 |       |
| 8    | 6    | Maribel Caicedo      | ECU  | 13,05 |       |

#### Serie 2
| Rang | Baan | Naam                  | Naam | Tijd  | Bijz. |
| ---- | ---- | --------------------- | ---- | ----- | ----- |
| 1    | 2    | Jasmine Camacho-Quinn | PUR  | 12,42 | Q     |
| 2    | 9    | Cindy Sember          | GBR  | 12,62 | Q     |
| 3    | 8    | Pia Skrzyszowska      | POL  | 12,72 | Q     |
| 4    | 7    | Denisha Cartwright    | BAH  | 12,89 |       |
| 5    | 4    | Yumi Tanaka           | JPN  | 12,90 |       |
| 6    | 6    | Ebony Morrison        | LBR  | 12,93 |       |
| 7    | 3    | Celeste Mucci         | AUS  | 13,05 |       |
| 8    | 5    | Emelia Chatfield      | HAI  | 13,06 |       |

#### Serie 3
| Rang | Baan | Naam                | Naam | Tijd  | Bijz. |
| ---- | ---- | ------------------- | ---- | ----- | ----- |
| 1    | 6    | Masai Russell       | USA  | 12,53 | Q     |
| 1    | 9    | Nadine Visser       | NED  | 12,53 | Q     |
| 3    | 3    | Cyrena Samba-Mayela | FRA  | 12,56 | Q     |
| 4    | 8    | Charisma Taylor     | BAH  | 12,78 | q     |
| 5    | 2    | Mariam Abdul-Rashid | CAN  | 12,80 | q     |
| 6    | 7    | Reetta Hurske       | FIN  | 12,96 |       |
| 7    | 5    | Gréta Kerekes       | HUN  | 13,50 |       |
| 8    | 4    | Michelle Jenneke    | AUS  | 20,85 |       |

#### Serie 4
| Rang | Baan | Naam              | Naam | Tijd  | Bijz. |
| ---- | ---- | ----------------- | ---- | ----- | ----- |
| 1    | 9    | Danielle Williams | JAM  | 12,59 | Q     |
| 2    | 6    | Sarah Lavin       | IRL  | 12,73 | Q     |
| 3    | 2    | Ditaji Kambundji  | SUI  | 12,81 | Q     |
| 4    | 4    | Marione Fourie    | RSA  | 12,91 |       |
| 5    | 8    | Laëticia Bapté    | FRA  | 13,04 |       |
| 6    | 5    | Luca Kozák        | HUN  | 13,11 |       |
| 7    | 3    | Jyothi Yarraji    | IND  | 13,16 |       |
|      | 7    | Yoveinny Mota     | VEN  | DSQ   |       |

#### Serie 5
| Rang | Baan | Naam              | Naam | Tijd  | Bijz. |
| ---- | ---- | ----------------- | ---- | ----- | ----- |
| 1    | 3    | Ackera Nugent     | JAM  | 12,65 | Q     |
| 2    | 2    | Devynne Charlton  | BAH  | 12,71 | Q     |
| 3    | 9    | Grace Stark       | USA  | 12,72 | Q     |
| 4    | 5    | Liz Clay          | AUS  | 12,94 |       |
| 5    | 4    | Lotta Harala      | FIN  | 12,97 |       |
| 6    | 7    | Viktória Forster  | SVK  | 13,08 |       |
| 7    | 6    | Lin Yuwei         | CHN  | 13,24 |       |
| 8    | 8    | Michelle Harrison | CAN  | 13,40 |       |

### Herkansingsronde

#### Herkansingsserie 1
| Rang | Baan | Naam              | Naam | Tijd  | Bijz. |
| ---- | ---- | ----------------- | ---- | ----- | ----- |
| 1    | 4    | Marione Fourie    | RSA  | 12,79 | Q     |
| 2    | 5    | Maayke Tjin A-Lim | NED  | 12,87 | Q, SB |
| 3    | 2    | Viktória Forster  | SVK  | 12,88 |       |
| 4    | 8    | Jyothi Yarraji    | IND  | 13,17 |       |
| 5    | 7    | Gréta Kerekes     | HUN  | 13,20 |       |
| 6    | 3    | Emelia Chatfield  | HAI  | 13,24 |       |
| 7    | 6    | Michelle Jenneke  | AUS  | 13,86 |       |

#### Herkansingsserie 2
| Rang | Baan | Naam              | Naam | Tijd         | Bijz. |
| ---- | ---- | ----------------- | ---- | ------------ | ----- |
| 1    | 4    | Ebony Morrison    | LBR  | 12,82        | Q     |
| 2    | 2    | Maribel Caicedo   | ECU  | 12,83 (.828) | Q     |
| 3    | 6    | Reetta Hurske     | FIN  | 12,83 (.830) |       |
| 4    | 8    | Laëticia Bapté    | FRA  | 12,92        |       |
| 5    | 3    | Celeste Mucci     | AUS  | 13,00        |       |
| 6    | 5    | Lin Yuwei         | CHN  | 13,13        |       |
| 7    | 7    | Michelle Harrison | CAN  | 13,30        |       |

#### Herkansingsserie 3
| Rang | Baan | Naam                 | Naam | Tijd  | Bijz. |
| ---- | ---- | -------------------- | ---- | ----- | ----- |
| 1    | 6    | Lotta Harala         | FIN  | 12,86 | Q     |
| 2    | 8    | Yumi Tanaka          | JPN  | 12,89 | Q     |
| 3    | 2    | Luca Kozák           | HUN  | 12,96 | SB    |
| 4    | 3    | Wu Yanni             | CHN  | 12,98 |       |
| 5    | 5    | Liz Clay             | AUS  | 12,99 |       |
| 6    | 7    | Sidonie Fiadanantsoa | MAD  | 13,12 |       |
| 7    | 4    | Denisha Cartwright   | BAH  | 13,45 |       |

### Halve finales
De eerste twee van elke halve finale kwalificeerden zich direct voor de finale. Van de overgebleven atleten kwalificeerden de twee tijdsnelsten zich ook voor de finale.

#### Halve finale 1
| Rang | Baan | Naam                | Naam | Tijd         | Bijz. |
| ---- | ---- | ------------------- | ---- | ------------ | ----- |
| 1    | 4    | Grace Stark         | USA  | 12,39        | Q     |
| 2    | 7    | Devynne Charlton    | BAH  | 12,50        | Q     |
| 3    | 6    | Tobi Amusan         | NGR  | 12,55 (.548) |       |
| 3    | 8    | Pia Skrzyszowska    | POL  | 12,55 (.548) |       |
| 5    | 3    | Mariam Abdul-Rashid | CAN  | 12,60        | PB    |
| 6    | 5    | Danielle Williams   | JAM  | 12,82        |       |
| 7    | 9    | Yumi Tanaka         | JPN  | 12,91        |       |
|      | 2    | Ebony Morrison      | LBR  | DSQ          |       |

#### Halve finale 2
| Rang | Baan | Naam             | Naam | Tijd  | Bijz. |
| ---- | ---- | ---------------- | ---- | ----- | ----- |
| 1    | 4    | Alaysha Johnson  | USA  | 12,34 | Q     |
| 2    | 7    | Nadine Visser    | NED  | 12,43 | Q     |
| 3    | 8    | Charisma Taylor  | BAH  | 12,63 | PB    |
| 4    | 9    | Maribel Caicedo  | ECU  | 12,67 |       |
| 5    | 6    | Ditaji Kambundji | SUI  | 12,68 |       |
| 6    | 4    | Sarah Lavin      | IRL  | 12,69 |       |
| 7    | 9    | Janeek Brown     | JAM  | 12,92 |       |
| 8    | 2    | Lotta Harala     | FIN  | 13,05 |       |

#### Halve finale 3
| Rang | Baan | Naam                  | Naam | Tijd  | Bijz. |
| ---- | ---- | --------------------- | ---- | ----- | ----- |
| 1    | 5    | Jasmine Camacho-Quinn | PUR  | 12,35 | Q     |
| 2    | 7    | Masai Russell         | USA  | 12,42 | Q     |
| 3    | 4    | Ackera Nugent         | JAM  | 12,44 | q     |
| 4    | 6    | Cyrena Samba-Mayela   | FRA  | 12,52 | q     |
| 5    | 3    | Mako Fukube           | JPN  | 12,89 |       |
| 6    | 9    | Marione Fourie        | RSA  | 13,01 |       |
| 7    | 2    | Maayke Tjin A-Lim     | NED  | 13,03 |       |
|      | 8    | Cindy Sember          | GBR  | DNF   |       |

### Finale
| Rang   | Baan | Naam                  | Naam | Reactie | Tijd         | Bijz. |
| ------ | ---- | --------------------- | ---- | ------- | ------------ | ----- |
| Goud   | 5    | Masai Russell         | USA  | 0.137   | 12,33        |       |
| Zilver | 2    | Cyréna Samba-Mayela   | FRA  | 0.143   | 12,34        |       |
| Brons  | 7    | Jasmine Camacho-Quinn | PUR  | 0.173   | 12,36        |       |
| 4      | 3    | Nadine Visser         | NED  | 0.134   | 12,43 (.425) |       |
| 5      | 4    | Grace Stark           | USA  | 0.161   | 12,43 (.428) |       |
| 6      | 8    | Devynne Charlton      | BAH  | 0.203   | 12,56        |       |
| 7      | 6    | Alaysha Johnson       | USA  | 0.151   | 12,93        |       |
| —      | 9    | Ackera Nugent         | JAM  | 0.138   | DNF          |       |

1972: Annelie Ehrhardt ·
1976: Johanna Schaller ·
1980: Vera Komisova ·
1984: Benita Fitzgerald-Brown ·
1988: Jordanka Donkova ·
1992: Voula Patoulidou ·
1996: Ludmila Engquist ·
2000: Olga Sjisjigina ·
2004: Joanna Hayes ·
2008: Dawn Harper ·
2012: Sally Pearson ·
2016: Brianna Rollins ·
2020: Jasmine Camacho-Quinn ·
2024: Masai Russell